# Химера європейська
Химера європейська (Chimaera monstrosa) — вид хрящових риб родини химерові (Chimaeridae).

## Розповсюдження

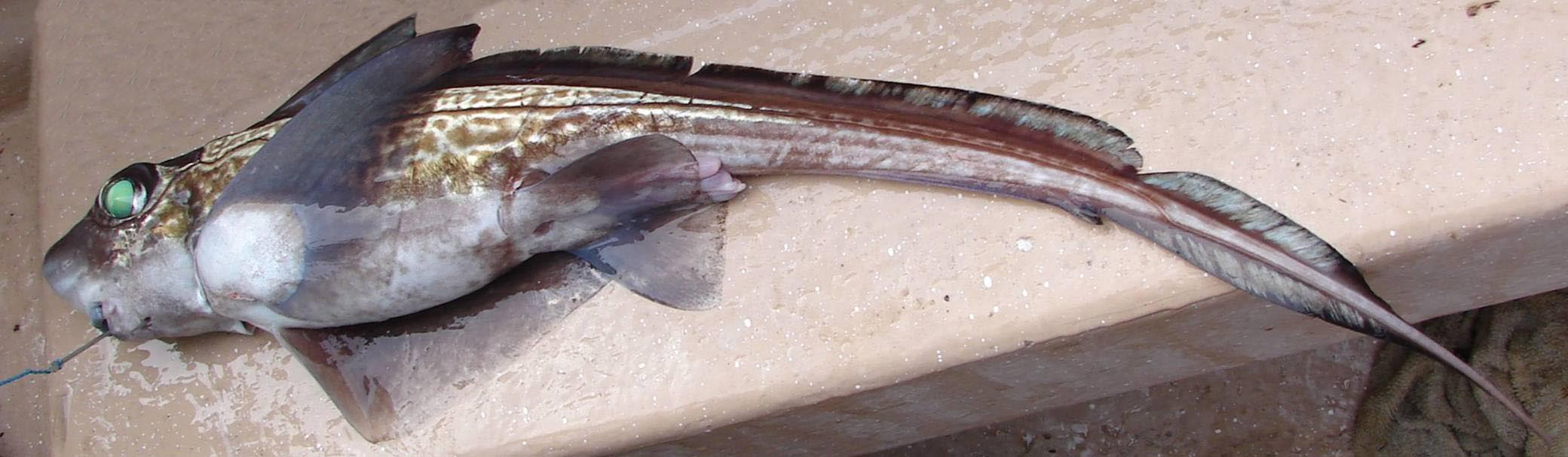
Химера, відловлена біля берегів Норвегії

Трапляється у Східній Атлантиці, від Ісландії та північної Норвегії, Скагерраку і Каттегату, на південь до Марокко; також у Середземному морі, біля Канарських і Азорських островів. Крім того була відзначена у Тихому океані біля Осіми, Японія.

## Будова

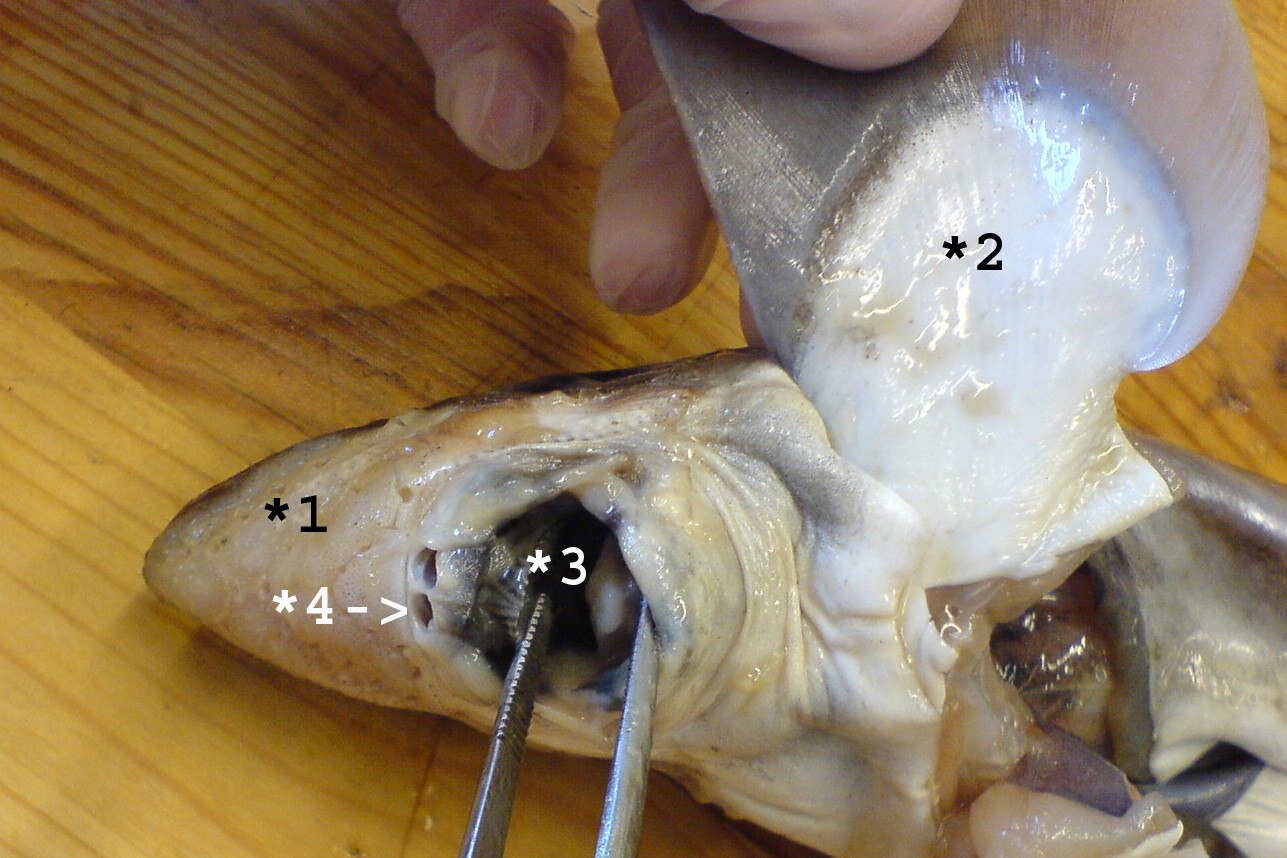
Будова голови химери європейської

Довжина (разом з довжиною хвоста) до 1,5 м. Шкіра гладенька. Між очима у самців є тонкий кістковий наріст. Рило конусоподібне. Очі великі, райдужка біла, зіниця зелена. Забарвлення спини краснувато-буре, з жовтувато-бурими плямами, боки сріблясті з жовтувато-бурими плямами. Тіло дуже витягнуте, закінчується ниткоподібним хвостовим плавцем. Завдяки такій будові хвостового плавця рибу називають «водяним щуром».
Грудні плавці великі, хвостова нитка не менше довжини грудних плавців. Спинних плавця два, задній — дуже довгий. Анальний плавець не злитий з хвостовим. Краї хвостового плавця чорні.

## Спосіб життя та розмноження
Зустрічається на значній глибині, від 200 м до 500 м. Взимку переміщується ближче до берегів, на глибини 90 — 180 м. Живиться бентосними організмами (ракоподібні, голкошкірі, донна риба молюски). Їжу відкушує невеликими шматочками за допомогою твердих пластинок у роті.
Запліднення внутрішнє, самиця відкладає яйця, вкриті роговою оболонкою.

## Значення

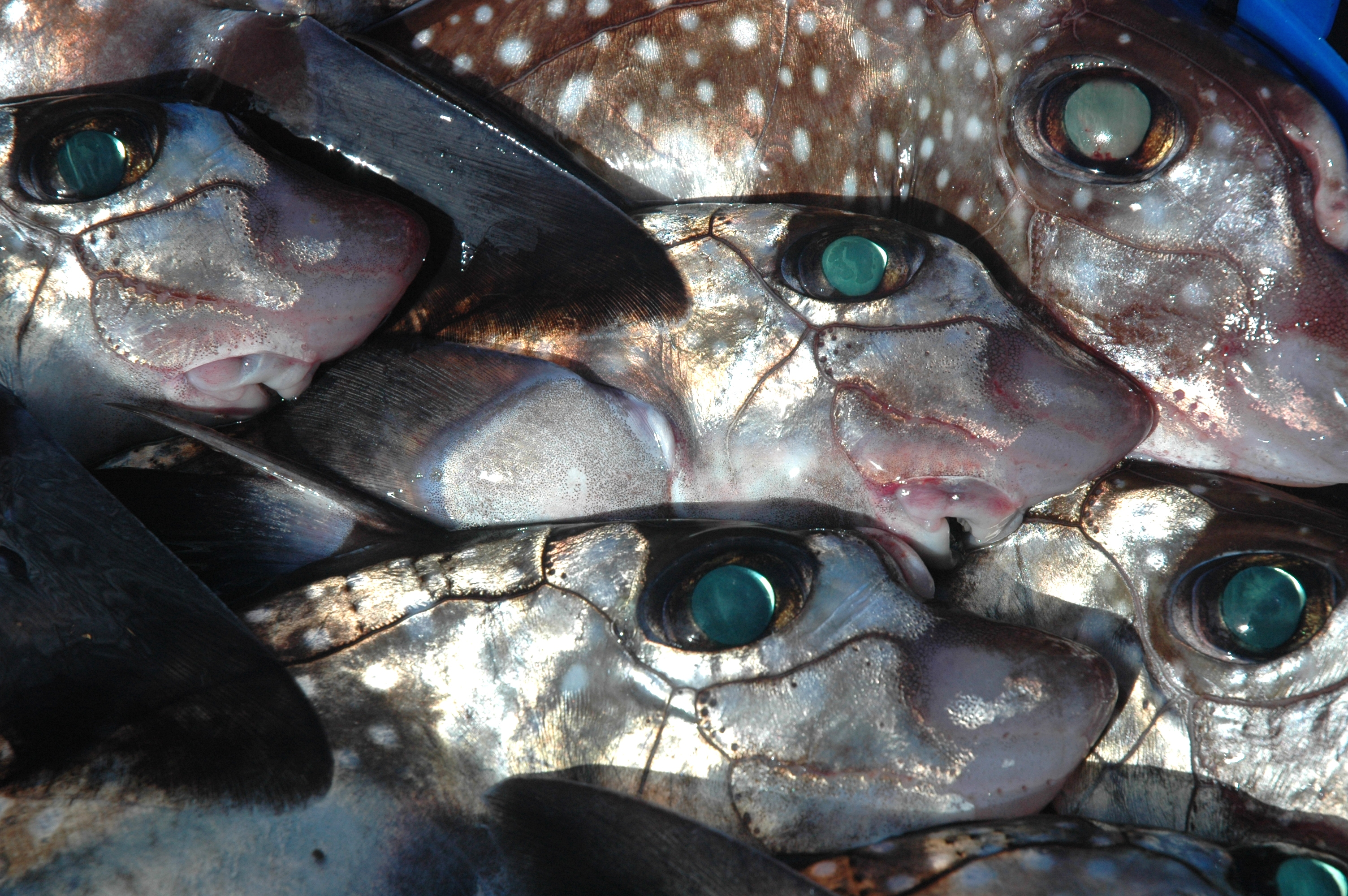
Виловлені химери

На початку ХХ сторіччя промислового значення не мала. Зараз виловлюється у невеликих кількостях. У торговій мережі має товарну назву «морський кролик». Печінка використовується у медицині. Яйця химер вважаються делікатесом у Норвегії.

## Цікаво
Розшифровано ядерний геном химери Callorhinchus milii, представника хрящових риб. Вчені виділили три важливих наслідки з порівняння нового геному з відомими даними. По-перше, химери виявилися найконсервативнішими в еволюційному плані тваринами. По-друге, підтвердилася класична гіпотеза, згідно з якою у хрящових риб справжніх кісток, що заміщають скелетний хрящ, не було. По-третє, виявлено важливі відмінності імунної системи химер від вищих хребетних.